# Капиляпсин
Капиляпсин (на 5-вёрстной карте 1877 года — «Копьляпсинъ») — река в России, протекает по Анапскому району Краснодарского края. Один из истоков начинается у хутора Вестник, другие — у хуторов Весёлая Горка, Иванов и села Юровка. На 6,5 км принимает в себя воду реки Чекон. Устье — водоёмы рыбопитомника у реки Кубань, недалеко от хутора Большой Разнокол. Длина реки — около 8 км.
Этимология названия реки не установлена. Возможно происхождение от лат. capillus — «волос» и адыг. псынэ — «источник».